# 恐怖の大王

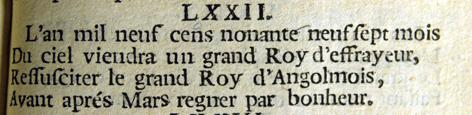
1720年トリノ版の『予言集』から。二行目に「恐怖の大王」と書かれている（現代の正書法に比べると若干綴りが異なる）。

恐怖の大王（きょうふのだいおう、仏: un grand Roi d'effrayeur）とは、16世紀の占星術師ノストラダムスが刊行した『予言集』（百詩篇）のうち、第10巻72番の詩に登場する用語である。
『予言集』が刊行されてからしばらくは、件の詩もろともノストラダムスの予言の中でそれほど注目される存在ではなかったが、20世紀後半には詩に書かれた年号である1999年に起こるであろう人類滅亡、ないしはそれに類似した破局的事件を予言するキーワードとみなされ、その正体を巡って信奉者の間で議論が百出した。
この語は百詩篇 第10巻72番に登場する。
恐怖の大王は支払い役の大王とも訳せるが、それについては#第10巻72番を参照。
また、4行目にも複数の訳し方があり得るため、この詩から確実に読み取れるのは、「恐怖の大王は1999年に空から来る、アンゴルモアの大王を甦らせる存在だ」、ということだけである。

## 解釈史
恐怖の大王の正体を最初に解釈したのは、17世紀末の信奉者バルタザール・ギノーである。彼は、アンゴルモアの大王をアングーモワの大王、つまりフランスの大王ルイ14世と解釈し、恐怖の大王はルイ14世の再来を思わせるような欧州諸国を恐怖させるフランスの大王と解釈した。彼の解釈は、人類滅亡というトーンからは程遠い。
その後、「恐怖の大王」の解釈どころかこの詩自体に触れる論者がほとんどいなくなる。20世紀に入ると再び注目されるようになるが、1920年代から30年代にかけて多く見られたのは、欧州を恐怖させるアジアの大王が空路でやってくるという解釈であった。第二次世界大戦と前後する頃から、恐怖の大王の解釈は多様化し、ヨーロッパの局地的破局にとどまらず、人類滅亡に結びつけるような解釈も見られるようになった。
日本では、五島勉が『ノストラダムスの大予言』（祥伝社、1973年）で人類滅亡説をセンセーショナルに紹介したことによって、「恐怖の大王」＝「人類を滅亡させる何か」という図式が広く知られることになった。なお、五島は後に、自分の著書を当時のマスコミがセンセーショナルに取り上げたのが原因であって、自分は殊更滅亡を煽る書き方はしなかった、という趣旨の釈明をしている。しかし、山本弘らの検証で、五島が滅亡説の根拠として挙げていた史料や他の研究者の著書からの引用は、いずれも五島の創作に過ぎなかったことが確実視されている。

## 学術的な検証
実証的な立場の論者の研究でも、「恐怖の大王」については明確な合意形成ができていない（「アンゴルモアの大王」がフランソワ1世のことであろう、という点ではほぼ一致している）。さしあたり、各論者の説を列挙すると以下の通り。
歴史家ルイ・シュロッセは、1999年7月は1559年7月を改変したものとみなし、この詩はその時のアンリ2世の死をもとに作成されたと見なした。彼の解釈では、恐怖の大王は「死」の暗喩であるという。
古典文学のアグレジェであるロジェ・プレヴォは、この詩の歴史上のモデルをジョフロワ・ド・ブイヨン (Geoffroi de Bouillon) による1099年7月のエルサレム占領と見なした。そして、「恐怖（effrayeur）の」大王は、英雄として語り継がれた「ジョフロワ (Geoffroi)」の言葉遊びであるとみなした。
フランス文学者の高田勇は、「アンゴルモワの大王を復活させる恐怖の大王」は「フランソワ1世の再来を思わせる強大な王」を意味しているとみなした。
作家のピーター・ラメジャラーは、この詩の土台になっているものとして2つの出典を挙げている。ひとつ目は、1526年8月に当時捕虜となっていたフランソワ1世をカール5世が訪問し、これが一つの契機となって翌年3月（この詩の四行目は「3月の前後に首尾よく統治する」とも訳せる）にフランソワ1世がフランス王国に返り咲いたことである。つまり、この場合フランソワ1世を復活させた「恐怖の大王」はカール5世を想定していることになる。そして、もう一つ、この詩には『ミラビリス・リベル』などに登場する終末の教皇のモチーフ「天使的な牧者」のイメージが重ねあわされているとしている。

## 信奉者による恐怖の大王の解釈例
信奉者の間では、歴史的な出典や文学的な出典といった根拠らしい根拠がほとんど考慮されることなく、様々な説が飛びかった。以下では、各説とその主張者（代表的な人物1名の例示にとどめる）を列挙した。

### 1999年6月までに提示された解釈
- 空軍の大編隊（André Lamont, Nostradamus Sees All. From 1555 To 3797, W.foulsham Co., 1943）
- 反キリスト（M. P. Edouard et Jean Mezerette, Texte original des Prophéties de Michel Nostradamus, Les Belles Editions, 1947）
- 異星人（Stewart Robb, The Prophecies on World events by Nostradamus, Liveright, 1961）
  - 可能性の一つとして挙げている。
- 日食 (Dr.N.A.Centurio, Nostradamus Prophetische Weltgeschichte, Turm-Verlag, 1977)
  - チェントゥリオらによれば、「恐怖の大王」は16世紀当時には日食を表す慣用表現であったという。ただし、実証的立場の研究者でこの点を追認した者は一人もいないため、真偽不明。1999年8月11日に欧州の一部などで皆既日食が起こったこと自体は事実であり、ピエール・ブランダムールのように実証的な立場の論者の中にも何らかの関連性を示唆するものはいた。
- 天体の衝突（Serges Hutin, Les Prophéties de Nostradamus,Pierre Belfond, 1981）
- 地球に大洪水をもたらす氷天体の接近（中村恵一『ノストラダムス予言の構造』思索社、1982年）
- サタン（内藤正俊『ノストラダムスと聖書の預言』暁書房、1986年）
- 木星の衛星イオの欠片（川尻徹『ノストラダムス最後の天啓』二見書房、1990年）
  - 川尻は世界史を裏から操る「影の組織」が存在するという独自の陰謀論に基づき、「影の組織」が1999年に核ミサイルでイオを破壊し、3つに割れた欠片の一つに誘導ミサイルを付けて地球に落とす、と解釈していた。同時に「影の組織」が公然と姿を現すことも示しているとしていた。
- デクエヤル国連事務総長（当時）（加治木義博『真説ノストラダムスの大予言』KKロングセラーズ、1990年）
  - 加治木は、1999年は一つには1988年を表しているとし、原文デフレユールに発音の近いデクエヤルによるイラン・イラク戦争の休戦調停を予言しているとした。
- 核ミサイルの雨（大川隆法『ノストラダムスの新予言』角川文庫、1990年）
  - 大川自身の主張によれば、これは解釈ではなく彼の口を通じてノストラダムスの霊が語ったものであるという。
- 隕石の激突（シーザー・ノストラダムス『隕石激突』明窓出版／星雲社、1991年）
  - ちなみに著者は日本人の音楽教師。
- 特定できないが1999年8月になれば分かること（エリカ・チータム『天駆ける火　包囲されし大王　未曾有の騒乱・ノストラダムス最後の大予言』二見書房、1991年）
- アジアの侵略者に立ち向かうヨーロッパの大君主の誕生（ヴライク・イオネスク『ノストラダムス・メッセージII』角川書店、1993年）
- ニューヨークで新たに世界的宗教を興す指導者（ピーター・ローリー『ノストラダムス大予言　世紀末への警告』KKベストセラーズ、1993年）
- ベスビオ山の噴火（池田邦吉『未来からの警告（メッセージ）』成星出版、1995年）
- 文鮮明（高坂満津留『解読されたノストラダムス最終暗号』光言社、1996年）
  - 恐怖の大王をキリストの再臨と解釈し、それを体現した救世主が文鮮明であるとした。
- 土星探査機カッシーニ（堀江健一『ノストラダムスの謎をインターネットが解いた』二見書房、1998年）
  - 原子力電池を搭載しており、1999年にスイングバイで地球に接近する時に墜落すると解釈した。
- イエス・キリスト（五島勉『ノストラダムスの大予言・最終解答編』祥伝社、1998年）
  - 五島とは根拠が異なるが、懐疑論者の志水一夫も、モーツァルトの『レクイエム』に登場するキリストの尊称「レックス・トレメンダエ」が「恐るべき王」と訳せることから、恐怖の大王はこの定型句をフランス語訳したものに過ぎないと断定している。ただし、16世紀フランス語の語法面などからの検証は行われていない。
- 自分（桐山靖雄『一九九九年七の月（ノストラダムス）よ、さらば！』平川出版社、1999年）
  - 桐山はアンゴルモワの大王を阿含経と解釈した上で、それを甦らせる恐怖の大王とは、阿含宗を立宗した管長の自分自身であると解釈した。
- 海王星（趙顯黄『ノストラダムス一九九九年七月二十六日十七時』ルー出版、1999年）
  - 海王星の衝により、これまでの価値観（戦争・黄金）が崩壊し、新たな精神的価値観が生まれると解釈した。なお、海王星の発見はノストラダムスの死後280年ほど後のことである。
- ウイルス（山下弘道『大地からの最終警告』たま出版、1999年）
- グローバル・ポジショニング・システムの1999年8月21日問題（テレビ番組『特命リサーチ200X』、1999年6月6日放送[1]）
  - なお、同番組の1999年2月28日放送では、恐怖の大王（大高順雄は「金遣いの荒い大王」と訳す）はカール5世を指すという説が紹介[2]された。

### 1999年7月以降に展開された解釈
- 1999年7月に発売されたゲーム「S」（鬼塚五十一『ノストラダムスの預言成就！ゲーム機器があなたを殺す日が来る』さくら出版、2000年）
  - 山本弘はイニシャルとゲーム内容の描写から『シーマン』のこととしている。
- 1999年7月にコソボ紛争に関連して出されたサラエボ宣言（あすかあきお『ショック・サイエンス』第3巻、1999年）
- アメリカ同時多発テロ事件（五島勉『イスラムvsアメリカ　終わりなき戦いの秘予言』青春出版社、2002年）
- デフレ（加治木義博『《新たなる時代への序曲》真説ノストラダムスの大予言』KKロングセラーズ、2002年）
  - 加治木はアメリカ同時多発テロの後になって、「恐怖の（＝デフレユール）」大王はこのテロ事件やデフレの意味もあったと主張した。

## パロディやジョークとして発表された説
- 月野うさぎ（西谷有人、頭脳組合『超絶解釈ノストラダまス』メロン出版／星雲社、1993年）
  - 漫画・アニメ『美少女戦士セーラームーン』のストーリー展開を予言していると解釈した。
  - 同書および続刊の頭脳組合『ノストラダまス　予言書新解釈』（彩文館出版、1997年）には、ほかにもアニメ、プロレス、F1、音楽等になぞらえたパロディ解釈が多く収録されている。
- 「恐怖の大王」と書いたパラシュートを付けて、飛行機から飛び降りるお笑い芸人（山本弘『トンデモ・ノストラダムス本の世界』洋泉社、1998年）
  - 上記の様々な解釈事例を紹介した上で、個人的予想として「なんかのテレビ局の企画で江頭2:50あたりが絶対やりそう」と発言していた。なお続編の『トンデモ大予言の後始末』（洋泉社、2000年）では、この予言が当たらなかったことを自ら表明している。
- バイアグラ（谷田貝和男のウェブサイト「鈴木権左衛門のSF大衆」、1998年）
  - 谷田貝は前述の『ノストラダまス』の著者の一人でもある。
- 阪神タイガースの監督夫人（当時）（土屋弘明『ノム虎ダムスの優勝大予言』扶桑社、1999年）
  - 「この年に阪神タイガースが優勝し彼女が道頓堀川に飛び込む」と解釈した。なお、この年の阪神タイガースの実際の成績はリーグ最下位であった。
- 天津飯（嘉門達夫「ワンダーランド3」アルバム『お前はまちがっとる!』（1999年）収録）
- 六本木の都市再開発計画（と学会『トンデモ本の大世界』アスペクト、2011年）
  - と学会員の「光デパート」による解釈。「アンゴルモアの大王」とは六本木ヒルズを表すとした。もともとは「日本トンデモ本大賞2009」で発表された内容。

## フィクションの中での恐怖の大王
なおフィクションにおいては、原詩にある「恐怖の大王」とそれによって蘇らされることになっている「アンゴルモアの大王」の2大王が混同されてしまっているものが、多く存在する。
- 工場、プラントの排出した有毒ガスが大気中で飽和状態となり、一斉降下を開始する可能性。（漫画『イナズマン』、1973年）
- 巨大な恒星間航行用宇宙船（アニメ『宇宙空母ブルーノア』、1979年）
- 人格改造を行うウイルスを媒介する特殊な蚊（漫画『MMR マガジンミステリー調査班』第13巻、講談社、1999年）
- 2年B組の山田（漫画『ハガキ戦士 ジャンプ団 MISSION 3』、集英社、1999年）
- 地球を破壊しに来たアンゴル＝モアという宇宙人の少女（漫画・アニメ『ケロロ軍曹』、角川書店、1999年 -）
  - なお原作では、「地球に落下する廃星（隕石）」に解釈が変更されている。詳しくは当該項目を参照。
- 登場人物の一人である忍者のとびかげに似た大王（漫画『突撃!パッパラ隊』）
  - なお同作品では、他に「恐怖の女王」も登場した。
- デビル教団のトップであるアンゴルモア大王（漫画『神聖モテモテ王国』）
- 彗星（漫画『僕は少年探偵ダン♪♪』）
- アンコロモチという名の怪物（漫画『Dr.スランプ』）
- あんごろもあという名の幼女（漫画『あんごろもあちゃんの地球侵略にっき』）
- ドラキュラ（設定のみ、『悪魔城ドラキュラ』）
- キングギドラ（映画『モスラ3 キングギドラ来襲』）
- 巨大怪獣モキアン（『ウルトラマンガイア』）
- 宇宙魔王というブラックホールの生命体（アニメ『太陽の使者 鉄人28号』）
- 人々が恐怖する物を発明する人物（『どろろんぱっ!』）
- 究極なまもの兵器キョウフノダイオウイカ（ゲーム『ウォーシップガンナー2 鋼鉄の咆哮』）
- 時にはラスボスをも凌ぐ強さのモンスターとして登場する魔王アンゴルモア（ゲーム『ワイルドアームズシリーズ』）
- 彗星（漫画『ザ・ドラえもんズ スペシャル』第2巻、1997年）
  - なお本作では、ノストラダムスは2万年前にアトランティスにいた予言者で、その後転生を繰り返しているという設定になっている。
- 「恐怖の大王」を職業にしている宇宙人（漫画『学級王ヤマザキ』）
- ダイオー星人キョーフ（テレビアニメ版『21エモン』）
  - 地球が異星との交流を始めるきっかけとなった人物。
- アンゴルモア　（映画『ドラえもん のび太の宇宙漂流記』）
- マシン帝国バラノイア(『超力戦隊オーレンジャー』)
- 災魔一族(『救急戦隊ゴーゴーファイブ』)